# 캄비세스 1세
캄비세스 1세(𐎣𐎲𐎢𐎪𐎡𐎹 Kabūjiya)는 580년경부터 559년까지 안샨의 왕이었으며, 키루스 1세의 어린 아들이자, 아루쿠의 형제이며, 키루스 대왕(키루스 2세)의 아버지였다.

## 어원
캄비세스(𐎣𐎲𐎢𐎪𐎡𐎹 Kabūjiya)의 이름의 유래는 학문에서 논쟁이 있는데, 일부 학자들에 따르면, 이 이름은 엘람어 기원이며, 다른 학자들은 인도 북서부에 살았던 이란족 캄보야스와 관련이 있다고 한다. 다른 언어로 캄비세스의 이름은 엘람어 Kanbuziya, 아카드어 Kambuziya, 아람어 Kanbūzī으로 알려졌다.

## 배경
캄비세스가 살아 있는 동안 작성된 기록은 남아있지 않다. 캄비세스는 아케메네스 왕조의 초기 구성원이었다. 그는 테이스페스의 손자이자 키루스 1세의 아들이며 아케메네스 왕조의 설립자인 아케메네스의 증손자였다. 그의 숙부는 아리아람네스였고 그의 사촌은 아르사메스였다.